# Romain Basque
Pour les articles homonymes, voir Basque.
Romain Basque, né le 30 juin 1995 à Dieppe, est un footballeur français. Il évolue au poste de milieu de terrain au FC Versailles 78.

## Biographie
Il participe aux ascensions consécutives du club de l'US Quevilly-Rouen en National puis en Ligue 2.
Le 17 juillet 2018, un accord est trouvé entre le club de Quevilly-Rouen et celui du Havre AC. Il s'engage au Havre AC pour quatre saisons.

## Palmarès
- Vice-champion de France de National en 2017 avec l'US Quevilly
- Vainqueur du Groupe A de CFA en 2016 avec l'US Quevilly

## Statistiques
| Saison                | Club                  | Championnat           | Championnat | Championnat | Championnat | Coupe nationale | Coupe nationale | Coupe nationale | Coupe de la Ligue | Coupe de la Ligue | Coupe de la Ligue | Total | Total | Total |
| Saison                | Club                  | Division              | M.          | B.          | P.d.        | M.              | B.              | P.d.            | M.                | B.                | P.d.              | M.    | B.    | P.d.  |
| 2017-2018             | Quevilly-Rouen M.     | Ligue 2               | 36          | 3           | 3           | 1               | 0               | 0               | 1                 | 0                 | 0                 | 38    | 3     | 3     |
| 2018-2019             | Le Havre AC           | Ligue 2               | 3           | 0           | 0           | 0               | 0               | 0               | 0                 | 0                 | 0                 | 3     | 0     | 0     |
| Total sur la carrière | Total sur la carrière | Total sur la carrière | 39          | 3           | 3           | 1               | 0               | 0               | 1                 | 0                 | 0                 | 41    | 3     | 3     |